# Числова Катерина Гаврилівна
Катерина Гаврилівна Числова (1846–1889) — російська балерина, коханка великого князя Миколи Миколайовича, сина імператора Миколи I, і мати його п'ятьох дітей.

## Біографія
Катерина Числова народилася 21 вересня 1846 в сім'ї Гаврила Числова . Стала балериною імператорського балету і партнеркою знаменитого польського танцюриста Фелікса Кшесінського.
З великим князем Миколою Миколайовичем, третім сином імператора Миколи I і Олександри Федорівни, Числова познайомилася на початку 1860-х років, коли виступала в Червоному Селі під Петербургом, де великий князь розпорядився побудувати великий дерев'яний театр. Після знайомства вони стали коханцями, незважаючи на те, що Микола був одружений і мав двох синів. Числова оселилася в будинку навпроти палацу князя. Коли балерина хотіла побачитися з Миколою, вона запалювала дві свічки біля вікна, і Микола бачив їх зі свого кабінету. У 1868 році вона народила від нього першу дитину .
Катерина Числова кинула сцену і стала піклуватися про фінансове благополуччя своїх дітей, яке повністю лягло на Миколая. Коли про їхній роман дізнався імператор Олександр II, він звелів негайно вислати Числову з Петербурга в місто Венден під Ригою. Після його загибелі в 1881 році новий імператор Олександр III дозволив Катерині повернутися в столицю, де та стала жити разом з Миколою Миколайовичем в його Миколаївському палаці і маєтку Знам'янка .
8 грудня 1882 імператор надав дітям Миколи Миколайовича, яких на той час народилося вже п'ятеро, дворянські права і прізвище Миколаєві. Сама Катерина взяла прізвище Числова-Миколаєва . 3 грудня 1889 вона померла від раку стравоходу у віці 43 років .
Великий князь важко переживав втрату коханки, смерть Катерини сильно вдарила по його здоров'ю. Покійна балерина залишила після себе 1 мільйон рублів своїм дітям. Микола Миколайович помер через два роки, 13 квітня 1891 року в Ялті.

## Діти
- Ольга (1868—1950) — дружина князя Михайла Кантакузіна (1858—1927), генерал-лейтенанта, мали двох дочок, після революції проживали у Франції [1].
- Володимир (1873—1942) — з 1893 року був ад'ютантом імператора Миколи II, після революції жив в Парижі, мав п'ятьох дітей від чотирьох шлюбів. Його нащадки живуть у Франції велика частина на півдні, Квебеку і Фінляндії. З них тільки дочка Галина (1897—1971) залишилася в Росії — з чоловіком, полковником Олександром Миколайовичем Готовським, який був розстріляний в 1937 році. У подружжя було троє синів: Ростислав (1922—1991), Сергій (1924—1946), Георгій (1927—1932); нащадки старшого з них живуть в Москві [6] .
- Катерина (1874—1940), після революції жила в Белграді, була в шлюбах з Миколою Корево і Іваном Персіані. Померла в Белграді [7].
- Микола (1875—1902) — був ад'ютантом великого князя Миколи Миколайовича Молодшого, мав двох дочок в шлюбі з Ольгою Заботкіною (1871—1925), яка, коли залишилася вдовою, стала дружиною його брата Володимира [8] .
- Галина (1877—1878) — померла в дитинстві.